# یواس‌اس کوردوبا (ای‌اف-۳۲)
یواس‌اس کوردوبا (ای‌اف-۳۲) (به انگلیسی: USS Corduba (AF-32)) یک کشتی بود که طول آن ۳۳۸ فوت (۱۰۳ متر) بود. این کشتی در سال ۱۹۴۴ ساخته شد.